# Arabski konj
Arabski konj je polnokrvni konj elegantne postave, zahtevnega karakterja, izrazitega temperamenta in vzdržljive narave. Arabec je ena izmed najstarejših pasem, saj so jih redili že pred več kot 4.500 leti. 

## Značilnosti
Je pasma konja, kjer lahko rečemo, da ima ščukasto glavo in ima manj kosti kot ostali konji. Najboljše arabske konje naj bi vzrejali beduini na planotah arabskega polotoka. Arabske konje uporabljajo za vzdržljivostno jahanje, za dresuro, za razstave in dirke. Po značaju so inteligentni (hitro se učijo, zato jih ni težko izuriti), so živahni in vdani (navežejo se na lastnika).

### Linije
Arabski konj ima več linij, najbolj znane so: Crabbet, ruska, poljska in egipčanska linija. Vsaka od njih ima drugačne značilnosti, ki so jih privzgojili rejci z večstoletno vzgojo. Zaradi značilne oblike glave in repa je ena najlažje prepoznavnih pasem na svetu. 
V zgodovini so arabske konje z drugimi pasmami križali predvsem zato, da so pasmam izboljšali hitrost, vzdržljivost, močne kosti,... Arabskega konja so vkrižali v številne pasme (tudi lipicanca), tako je npr. angloarabec križanec med arabskim konjem in angleškim polnokrvnim konjem.